# Bétaré
Bétaré est une commune rurale située dans le département de Guiaro de la province du Nahouri dans la région Centre-Sud au Burkina Faso.

## Géographie
Bétaré est situé à 6 km au nord de Guiaro et 5 km à l'est de Koro.

## Santé et éducation
Le centre de soins le plus proche de Bétaré est le centre de santé et de promotion sociale (CSPS) de Koro.